# Университет Дюкейн
Университет Святого Духа им. Дюкейна (англ. Duquesne University of the Holy Spirit) или для краткости Университет Дюкейн (англ. Duquesne university, /djuːˈkeɪn/) — частный католический университет в Питтсбурге, штат Пенсильвания, США. Основан членами Конгрегации Святого Духа в октябре 1878 года как Питтсбургский католический колледж Святого Духа, первый набор составил 40 человек, работало 6 преподавателей. В 1911 году колледж стал первым католическим университетом Пенсильвании. Он является единственным университетом конгрегации Святого Духа в мире.
В Дюкейне около 10 000 студентов из более чем 80 стран, хотя 80 % учащихся родом из Пенсильвании или соседних штатов. В состав университета входит кампус городского типа в одном из районов Питтсбурга площадью около 50 акров (~20 га), кампус в Риме, 10 факультетов. По классификации Карнеги учреждений высшего образования Дюкейн рассматривается как университет с высокой научной активностью. У университета более 79 000 ныне живущих выпускников, включая двух кардиналов и нынешнего епископа Питтсбурга.
Университет имеет собственную студенческую спортивную команду — «Дюкейн Дьюкс» — которая входит в Дивизион I Национальной ассоциации студенческого спорта. Мужская баскетбольная команда университета в 1950-х дважды участвовала в национальном чемпионате, в 1955 году взяла первенство NIT.

## История

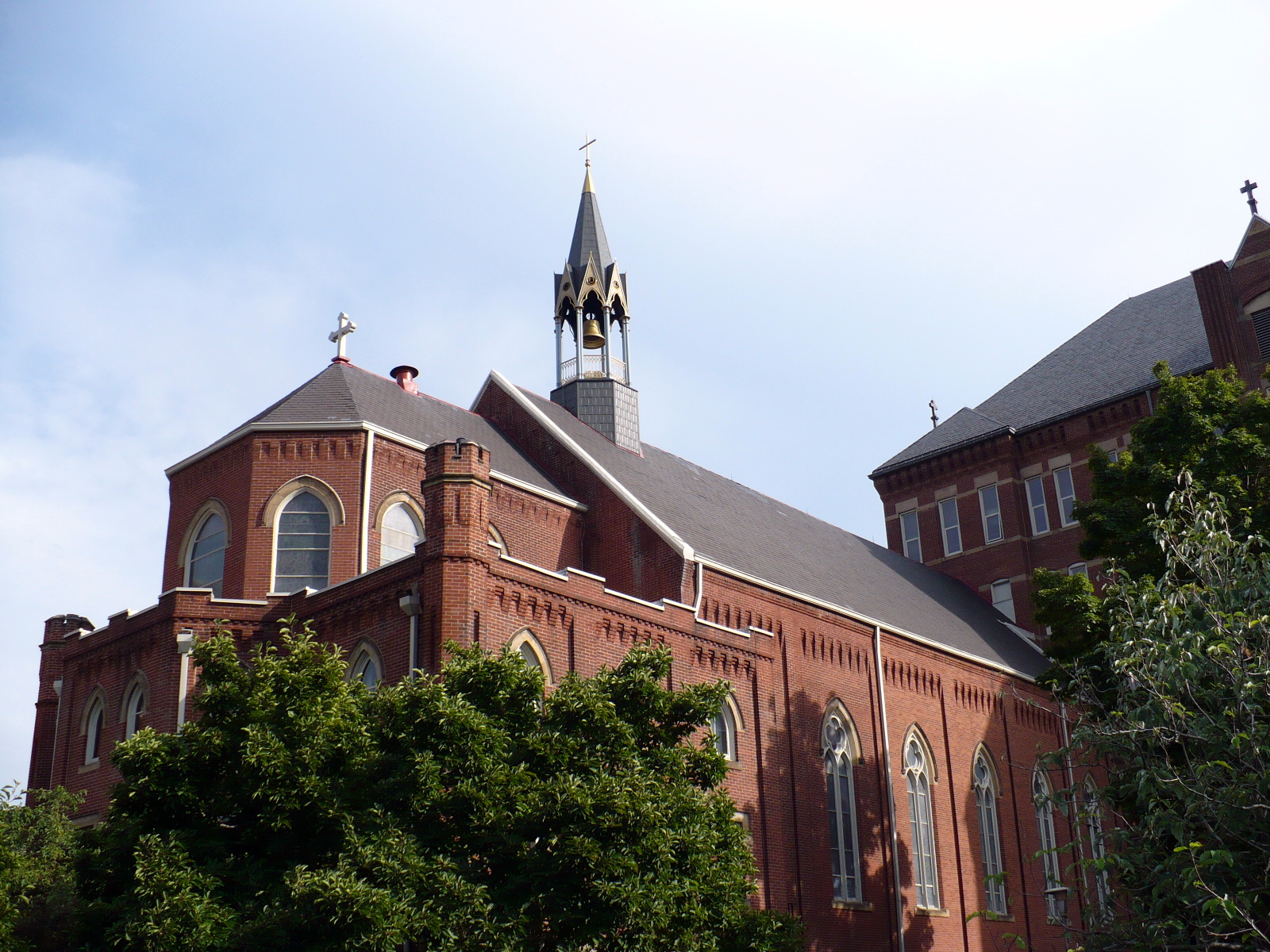
Часовня Университета Дюкейн, примыкающая к зданию Олд-Мэйн

Питтсбургский колледж Святого Духа был основан 1 октября 1878 года отцом Джозефом Страбом и членами Конгрегации Святого Духа, покинувшими Германию в период Культуркампфа. Первый набор составил сорок студентов, работало 6 преподавателей. В 1882 году колледж получил хартию, то есть был признан учреждением высшего образования. Студентов селили в помещениях над пекарней, расположенной на Уайли-авеню в центре Питтсбурга. Ныне кампус университета расположен в районе Блюр, где в 1885 году было построено первое здание кампуса — пятиэтажный Олд-Мэйн, сложенный из красного кирпича и ставший самой высокой точкой на тогдашней панораме Питтсбурга.
27 мая 1911 года Питтсбургский колледж Святого духа был переименован в Университет Святого Духа Дюкейн (в честь Мишель-Анжа Дюкена де Менвилля, маркиза дю Кена — губернатора Новой Франции, который принёс католическую веру в район Питтсбурга) и стал единственным университетом Святого Духа в мире. В 1913 году университет окончила первая женщина — сестра М. Файдс, ставшая сестрой милосердия. В 1914 году в Университете Дюкейн появилось последипломное обучение.
1920-е стали особенно благоприятными для развивающегося университета. Территория кампуса продолжила расти: помимо Олд-Мэйна, там расположились специализированный академический корпус, Каневин-Холл, а также гимнастический зал и котельная. В 1925 году начал обучение студентов факультет фармакологии, в 1926 — музыкальный факультет, а в 1929 — педагогический. В 1928 году Университет Дюкейн праздновал 50-ю годовщину со дня основания и имел внушительный целевой фонд. Тем не менее, из-за Биржевого краха 1929 года планы по расширению университета было решено отложить.
В 1931 году отец Маркус Хейр, при котором ВУЗ получил статус университета, покинул пост президента и его заменил отец Джей-Джей Каллахан. При новом президенте были добавлены многочисленные новые учебные программы, основано отделение для безработных (тем не менее вскоре закрытое), а в 1937 году начал обучение факультет медсестёр. Кроме того, университет в этот период делает значительные успехи в спортивной сфере — победа над футбольной командой Питтсбургского университета со счётом 6-0 стала триумфом Университета Дюкейн. В 1940 году начала свою работу библиотека Университета Дюкейн.
В период Второй мировой войны университет, президентом которого на то время являлся молодой отец Рэймонд Кирк, оказался на грани упадка. По сравнению с 1940 годом, когда количество поступивших составляло более 3 000 человек, в 1944 году было набрано лишь около тысячи. В результате руководство Университета Дюкейн столкнулось с многочисленными проблемами, результатом которых стало резкое ухудшение здоровья отца Кирка и его последующая отставка, в 1946 году на посту президента университета его сменил отец Фрэнсис П. Смит. С окончанием войны в учебное заведение пришло большое количество ветеранов войны, которые решили получить высшее образование. В 1949 году набор студентов достигает рекордной отметки в 5 500 человек (количество поступивших на факультет бизнес-администрирования составило 2 000 человек) и отец Смит, из-за проблем с размещением такого количества человек, решает воспользоваться законом Lanham Act и выкупить три военных барака, которые относились к списанному военному имуществу. Также был полностью переоборудован кампус университета и заработала первая студенческая радиостанция — WDUQ.
В 1952 году отец Вернон Ф. Галлахер предложил амбициозный план по расширению кампуса. На то время президентом был отец Генри Дж. Макэналти и он дал добро на его осуществление. В результате в 1954 году было открыто первое студенческое общежитие, а в ноябре 1958 года — Роквелл-Холл, в котором были размещены студенты факультета бизнес-администрирования и юридического факультета. Между 1959 и 1980 годами были построены и другие здания, постепенно формирующие инфраструктуру кампуса. Среди них — Колледж-Холл, здание музыкального факультета, библиотека, Студент-Юнион и Мелон-Холл, а также четыре общежития. Несмотря на это, в 1970 году университет оказался на грани закрытия. Тем не менее, студенты решили сплотиться и собрать миллион долларов, чтобы «спасти Университет Дюкейн». Им удалось собрать лишь $600 000, но этого хватило, чтобы университет удержался на плаву вплоть до 1973 года, когда кризис, наконец, закончился.
В 1980-х, когда президентом был отец Дональд С. Нести, территория кампуса снова была расширена — теперь она включала также Центр Эй-Джей Палэмбо. В 1988 году отца Нести на посту президента сменил доктор Джон Э. Мюррей, при его президентстве было построено здание юридического факультета. Между 1988 и 2001 годами началось формирование современной инфраструктуры кампуса, а также, впервые за 50 лет, начали работу три новых факультета — медицинский, естественных и биологических наук, а также факультет лидерских и профессиональных качеств. К 2012 году частью кампуса стали Пауэр-Центр, многофункциональный комплекс на Форбс-авеню и новое общежитие.

## Символика университета

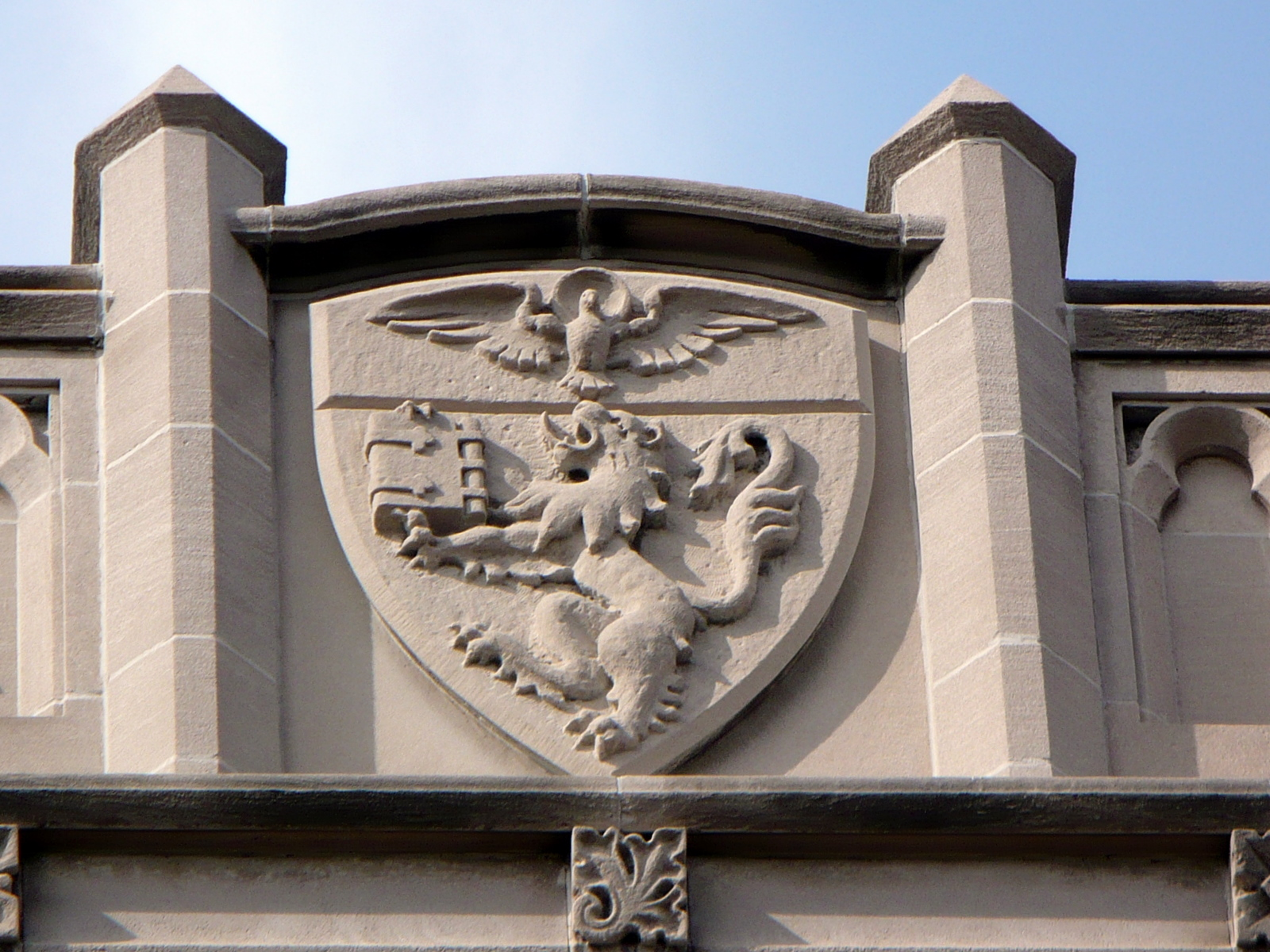
Герб университета Дюкейн на верхушке Каневин-Холл

### Герб и печать
Дизайн герба и печати Университета Дюкейн был разработан на основе фамильного герба маркиза дю Кена, в честь которого учреждение получило своё название. В рисунок было добавлена красная книга в руках льва, чтобы герб больше походил на символику университета. Такой вид герба и печати предложил член конгрегации Святого Духа и выпускник университета отец Джон Ф. Меллой, после чего дизайн был немного пересмотрен геральдическим художником Пьером де Шеньоном ла Роза. В 1923 году изображение герба университета было официально утверждено и вылеплено на верхушке Каневин-Холла, тогда находящегося на стадии строительства.
Рисунок герба и печати выглядит следующим образом: в центре находится щит, разделённый на две части — в нижней изображён чёрный лев, держащий в лапах красную книгу, а в верхней — голубь с нимбом, летящий на сине-красном фоне; с двух сторон щит обрамляет девиз университета на латыни, а вокруг идёт кольцо с латинским названием университета (лат. Universitas Spiritus Sancti Duquesnensis).

### Гимн
Джозеф Карл Брейл, выпускник 1888 года, ставший известным как композитор, пишущий музыку к фильмам, стал автором музыки для официального гимна университета. Слова написал отец Джон Ф. Меллой, который также является автором герба университета Дюкейн. Гимн впервые был исполнен в 1920 году.
Alma Mater, old Duquesne, guide and friend of our youthful days.
We, thy sons and daughters all, our loyal voices raise.
The hours we spent at thy Mother knee and drank of wisdom’s store
Shall e’er in mem’ry treasured be, tho' we roam the whole world o’er.
Then forward ever, dear Alma Mater, o’er our hearts unrivaled reign.
Onward ever, old Alma Mater! All hail to thee, Duquesne!

### Кольцо выпускника
Кольца выпускников университета Дюкейн были впервые использованы в 1920-х, в то же десятилетие, когда были официально приняты герб и гимн. Первоначальный дизайн кольца, одобренный студенческим комитетом, представлял собой «восьмиугольный тёмно-синий камень, удерживаемый четырьмя треугольными зубцами». Через два года тёмно-синий камень был заменён на синтетический рубин, а в 1936 году вместо зубцов появился сплошной металлический обод, на котором были выгравированы слова «Дюкейн», «Университет» и «Питтсбург». На самом кольце можно было заметить рисунок, схожий с гербом университета. В конце 1930-х стандартной гравировкой на кольце стала буква «D», написанная готическим шрифтом. Согласно официальному-сайту выпускников Дюкейна «золотой инициал, небольшой камушек и восьмиугольная огранка позволяет отличить кольцо выпускника Дюкейна от колец выпускников других колледжей и университетов».

## Кампусы

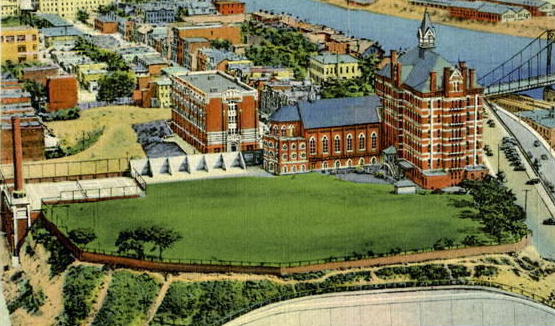
Первоначальный вид основного кампуса (рисунок со старых карт Питтсбурга). На рисунке хорошо видны здания Олд-Мэйн, часовни и Каневин-Холла

### Основной
Первоначально основной кампус Университета Дюкейн, расположенный на Бойдс-Хилле (район Блюр в Питтсбурге), занимал лишь 12,5 акров (50,590 м2), на данный момент его площадь составляет около 50 акров (198,300 м2). Из 31 здания, которые составляют данный кампус, несколько представляют собой либо недавние постройки, либо реконструкции — факультет медицинский наук (Рэнгос-Холл), две студии звукозаписи, два гаража, многоцелевой развлекательный центр (Пауэр-Центр) и театральный жилой комплекс (Байер-Холл).
Первой постройкой кампуса считается административный корпус Олд-Мэйн. Он построен в готическом стиле викторианской эпохи, внутри расположены кабинеты руководства университета. Каневин-Холл, который является самым старым жилым корпусом кампуса, был назван в честь епископа Питтсбурга Реджиса Каневина и построен в 1922 году — с тех пор ремонтировался дважды (в 1968 году и в 2009 году). Эти два здания, а также Байер-Холл, научный корпус Ричард-Кинг-Меллон-Холл, Дом Лаваля и Студент-Юнион расположены в западном конце улицы Академик-Уолк, из-за чего в большую часть кампуса можно попасть только пешком. В основном сосредоточие студенческой жизни — это Студент-Юнион, в котором расположены актовые залы, студенческие столовые, кафе Sturbucks, отделение PNC (предоставляет финансовые услуги), а также развлекательный центр и галерея искусств. В северной части расположена построенная в 1978 году библиотека Гумберга, включающая обширную коллекцию изданий в печатном и электронном форматах.

#### Застройка Форбс-авеню и Пятой авеню
Самая новая из построек основного кампуса Университета Дюкейн — Пауэр-Центр (назван в честь первого президента университета, отца Уильяма Патрика Пауэра) — располагается на Форбс-авеню, между Чатэм-сквер и Мэги-стрит; в этом здании располагается большая часть гимнастических и тренажерных залов кампуса. Также там имеются книжный магазин, несколько кафе, ресторан, конференц-зал и танцплощадка. Это здание площадью 125 000 квадратных футов (11 000 м2) стало первой постройкой кампуса, которую могут посещать как студенты университета, так и жители прилегающих районов. В октябре 2010 года было объявлено о том, что Университет Дюкейн приобретает восьмиэтажное здание площадью 100 000 квадратных футов (9 300 м2), расположенное на Пятой авеню; этим зданием оказался Питтсбургский центр RMU, ранее принадлежавший Университету Роберта Морриса. Руководства Университета Дюкейн планирует использовать это здание чтобы увеличить количество мест на 1 100, а также обеспечить учреждение большим количеством музыкальных помещений — с 2005 года количество заявок на поступление фактически удвоилось. Кроме того, университету уже принадлежало четыре здания на Пятой авеню, рядом с Кансел-Энерджи-Центром, где проходят некоторые матчи студенческой баскетбольной команды, «Дюкейн Дьюкс». Радиостанции, принадлежащие университету — WDUQ, NPR и Jazz — переехали в новые офисы в Купер-билдинг и Клемент-Холл.

### Капитал Реджион
До 2009 года в городке Уормлисбург, недалеко от Питтсбурга, располагался еще один кампус. В нём в основном проживали студенты Факультета лидерских и профессиональных качеств.

### Итальянский
В 2001 году руководство Университета Дюкейн запустило итальянскую программу кампуса. В результате этой программы появился итальянский кампус, управляемый сёстрами-назаретанками и расположенный к западу от центра Рима, за пределами Ватикана. «Окружённая стеной территория с садами и проходами, [c] учебными помещениями и доступ к компьютерным средствам (в том числе и к Интернету), имеются небольшая библиотека, зона отдыха и современные жилые помещения с двухместными номерами, каждый из которых оборудован отдельной ванной комнатой».
Учебная программа итальянского кампуса предусматривает изучение истории, истории искусств, итальянского языка, философии, богословия, социологии и экономики в соответствии с историческими и культурными особенностями Рима. Преподавательский состав в большинстве своём состоит из приглашённых и временных преподавателей, некоторые из них являются известными профессорами американского кампуса.

## Структура кампуса

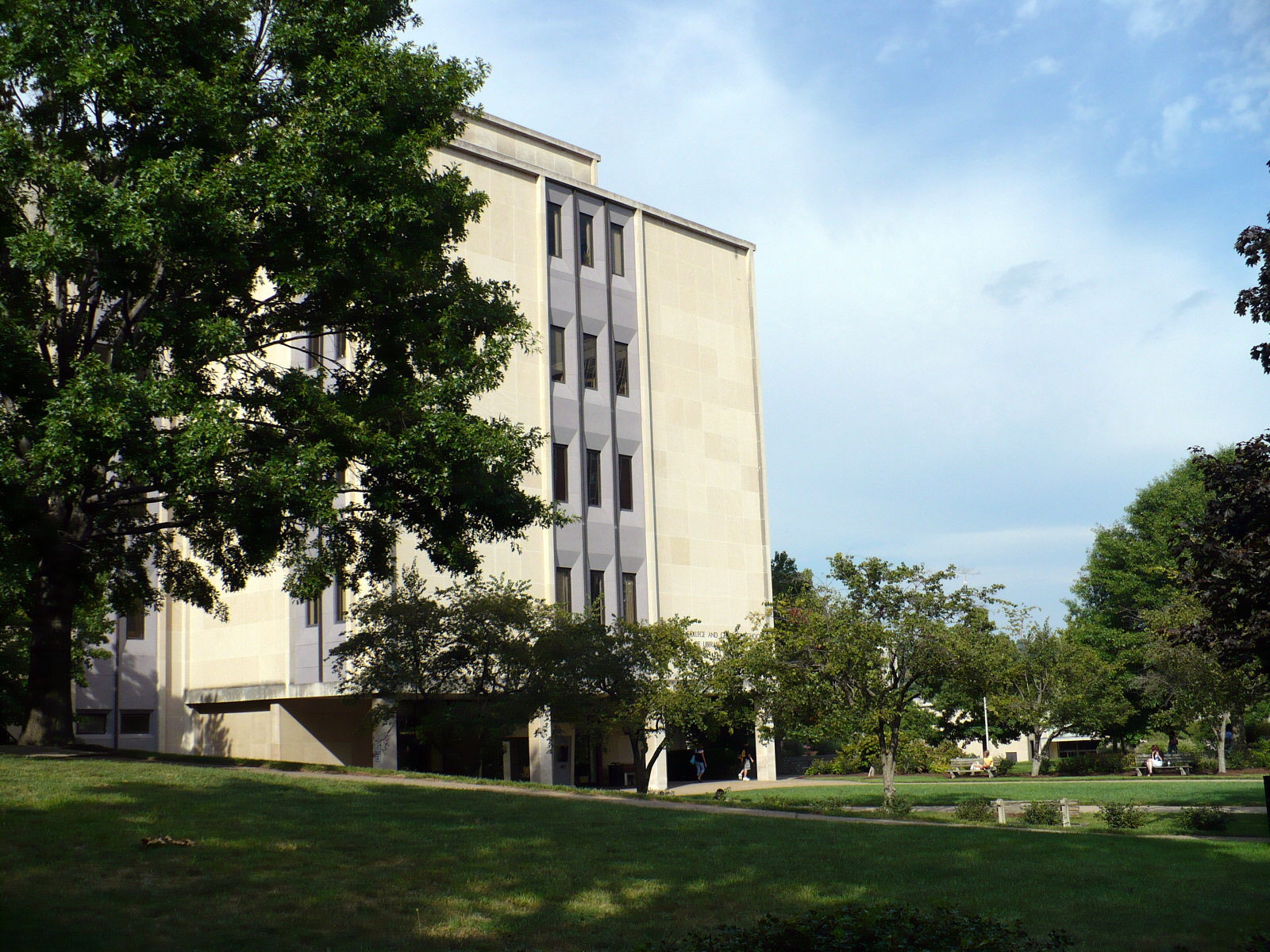
Здание Колледжа Макэналти и аспирантуры гуманитарных наук со стороны улицы Академик-Уолк

В Университете Дюкейн учится около 10 000 студентов. За период своего существования кампус университета значительно вырос и на данный момент включает здания 10 колледжей и школ (факультетов), в которых обучаются бакалавры, магистранты и докторанты и действуют 189 научных программ. Это единственный университет Святого духа в мире, в нём обучаются студенты из восьмидесяти различных стран.
Далее идёт список колледжей и школ (с датами основания), относящихся к кампусу Университета Дюкейн:
- Колледж Макэналти и аспирантура гуманитарных наук (1878)
- Школа Байера естественных и биологических наук (отделилась от Колледжа науки и искусства в 1994 году)
- Юридический факультет (1911)
- Школа бизнес-администрирования Эй-Джей Палэмбо (1913)
- Миланская школа фармакологии (1925)
- Музыкальная школа Мэри Пэпперт (1926)
- Педагогический факультет (1929)
- Школа медсестёр (1937)
- Школа Рэнгоса медицинских наук (1990)
- Факультет лидерских и профессиональных качеств (2001)